# Klubben (Sør-Varanger)
 (février 2022).
Si vous disposez d'ouvrages ou d'articles de référence ou si vous connaissez des sites web de qualité traitant du thème abordé ici, merci de compléter l'article en donnant les références utiles à sa vérifiabilité et en les liant à la section « Notes et références ».
Pour les articles homonymes, voir Kobbholmen.
Klubben est une petite île de Norvège située dans la commune de Sør-Varanger dans la mer de Barents. 

## Faune
L'île abrite des mouettes tridactyles et des cormorans.